# Gaby Coorengel
| Posities op de WTA-ranglijst Positie per einde seizoen: \| jaar \| rang enkelspel \| rang dubbelspel \| \| ---- \| -------------- \| --------------- \| \| 1989 \| 336 \| – \| \| 1990 \| 322 \| 224 \| \| 1991 \| 229 \| 124 \| \| 1992 \| 434 \| 250 \| \| 1993 \| 311 \| 209 \| \| 1994 \| 474 \| 232 \| |                |                 |
| jaar | rang enkelspel | rang dubbelspel |
| 1989 | 336            | –               |
| 1990 | 322            | 224             |
| 1991 | 229            | 124             |
| 1992 | 434            | 250             |
| 1993 | 311            | 209             |
| 1994 | 474            | 232             |

Gaby Coorengel (27 november 1969) is een voormalig tennisspeelster uit Nederland. Coorengel was actief in het internationale tennis van 1987 tot in 1994.

## Loopbaan

### Enkelspel
Coorengel debuteerde in 1987 op het ITF-toernooi van Amersfoort (Nederland) – zij bereikte er meteen de halve finale. Zij stond in 1992 voor het eerst in een finale, op het ITF-toernooi van Dublin (Ierland) – zij verloor van Française Laurence Andretto. In 1993 veroverde Coorengel haar eerste titel, op het ITF-toernooi van Newcastle (Engeland), door de Britse Lizzie Jelfs te verslaan. In totaal won zij vier ITF-titels, de laatste in 1994 in Sunderland (Engeland).
Haar hoogste notering op de WTA-ranglijst is de 229e plaats, die zij bereikte in november 1991.

### Dubbelspel
Coorengel behaalde in het dubbelspel betere resultaten dan in het enkelspel. Zij debuteerde in 1987 op het ITF-toernooi van Amersfoort (Nederland), samen met landgenote Caroline Vis – hier veroverde zij meteen haar eerste titel, door het Nederlandse duo Yvonne der Kinderen en Inge Dolman  te verslaan. In totaal won zij zes ITF-titels, de laatste in 1994 in Reims (Frankrijk).
Van 1990 tot en met 1993 speelde Coorengel bijna al haar dubbelspeltoernooien aan de zijde van landgenote Amy van Buuren. Met haar had Coorengel in 1990 haar WTA-debuut, op het toernooi van Båstad. Ook met Van Buuren drong Coorengel tweemaal door tot de tweede ronde op de grandslamtoernooien: op Roland Garros 1991 en op Wimbledon 1991. Haar hoogste notering op de WTA-ranglijst is de 117e plaats, die zij bereikte in oktober 1991.

## Resultaten grandslamtoernooien
| Legenda | Legenda                          |
| ------- | -------------------------------- |
| g.t.    | geen toernooi gehouden           |
| l.c.    | lagere categorie                 |
| –       | niet deelgenomen                 |
| G       | uitgeschakeld in de groepsfase   |
| 1R      | uitgeschakeld in de eerste ronde |
| 2R      | uitgeschakeld in de tweede ronde |
| 3R      | uitgeschakeld in de derde ronde  |
| 4R      | uitgeschakeld in de vierde ronde |
| KF      | uitgeschakeld in de kwartfinale  |
| HF      | uitgeschakeld in de halve finale |
| F       | de finale verloren               |
| W       | het toernooi gewonnen            |
| w-v     | winst/verlies-balans             |

### Enkelspel
geen deelname

### Vrouwendubbelspel
| toernooi        | 1991 |    | 1994 |
| --------------- | ---- | -- | ---- |
| Australian Open | –    | –  |      |
| Roland Garros   | 2R   | –  |      |
| Wimbledon       | 2R   | 1R |      |
| US Open         | 1R   | –  |      |

## Palmares

### Gewonnen ITF-toernooien enkelspel
| nr. | finale     | toernooi   | dotatie | ondergrond    | tegenstandster in finale | score         |
| --- | ---------- | ---------- | ------- | ------------- | ------------------------ | ------------- |
| 1.  | 1993-02-07 | Newcastle  | $10.000 | tapijt (i)    | Lizzie Jelfs             | 6-1, 6-2      |
| 2.  | 1993-02-14 | Sunderland | $10.000 | tapijt (i)    | Svetlana Parchomenko     | 3-6, 7-6, 6-3 |
| 3.  | 1993-11-21 | Swansea    | $10.000 | hardcourt (i) | Shirli-Ann Siddall       | 6-3, 6-7, 7-6 |
| 4.  | 1994-02-13 | Sunderland | $10.000 | tapijt (i)    | Marion Maruska           | 6-2, 7-5      |

### Gewonnen ITF-toernooien dubbelspel
| nr. | finale     | toernooi   | dotatie | ondergrond    | partner        | tegenstandsters in finale          | score         |
| --- | ---------- | ---------- | ------- | ------------- | -------------- | ---------------------------------- | ------------- |
| 1.  | 1987-07-26 | Amersfoort | $5.000  | gravel        | Caroline Vis   | Yvonne der Kinderen Inge Dolman    | 6-3, 3-6, 6-1 |
| 2.  | 1988-07-24 | Amersfoort | $5.000  | gravel        | Caroline Vis   | Pascale Druyts Yvonne Schreurs     | 6-3, 6-2      |
| 3.  | 1990-05-27 | Katowice   | $25.000 | gravel        | Amy van Buuren | Karin Baleková Jitka Dubcová       | 7-5, 3-6, 6-3 |
| 4.  | 1993-02-22 | Valencia   | $25.000 | gravel        | Amy van Buuren | Eva Bes Virginia Ruano Pascual     | 6-4, 6-0      |
| 5.  | 1994-02-13 | Sunderland | $10.000 | hardcourt (i) | Alison Smith   | Caroline Stassen Nathalie Thijssen | 3-6, 6-1, 6-2 |
| 6.  | 1994-03-20 | Reims      | $25.000 | gravel (i)    | Alison Smith   | Ivana Jankovská Eva Melicharová    | 4-6, 7-6, 7-5 |